# Canville-la-Rocque
Canville-la-Rocque és un municipi francès situat al departament de la Manche i a la regió de Normandia. L'any 2007 tenia 129 habitants.

## Demografia

### Població
El 2007 la població de fet de Canville-la-Rocque era de 129 persones. Hi havia 60 famílies de les quals 20 eren unipersonals (8 homes vivint sols i 12 dones vivint soles), 16 parelles sense fills, 20 parelles amb fills i 4 famílies monoparentals amb fills.
La població ha evolucionat segons el següent gràfic:
Habitants censats

### Habitatges
El 2007 hi havia 87 habitatges, 57 eren l'habitatge principal de la família, 24 eren segones residències i 5 estaven desocupats. Tots els 87 habitatges eren cases. Dels 57 habitatges principals, 44 estaven ocupats pels seus propietaris i 14 estaven llogats i ocupats pels llogaters; 4 tenien dues cambres, 12 en tenien tres, 15 en tenien quatre i 27 en tenien cinc o més. 52 habitatges disposaven pel capbaix d'una plaça de pàrquing. A 27 habitatges hi havia un automòbil i a 17 n'hi havia dos o més.

### Piràmide de població
La piràmide de població per edats i sexe el 2009 era:
| Homes | Edats   | Dones |
| ----- | ------- | ----- |
| 0     | 95 o +  | 0     |
| 0     | 90 a 94 | 0     |
| 0     | 85 a 89 | 0     |
| 0     | 80 a 84 | 0     |
| 0     | 75 a 79 | 0     |
| 4     | 70 a 74 | 4     |
| 12    | 65 a 69 | 8     |
| 0     | 60 a 64 | 12    |
| 4     | 55 a 59 | 4     |
| 4     | 50 a 54 | 4     |
| 4     | 45 a 49 | 0     |
| 12    | 40 a 44 | 4     |
| 0     | 35 a 39 | 4     |
| 4     | 30 a 34 | 0     |
| 4     | 25 a 29 | 4     |
| 12    | 20 a 24 | 0     |
| 4     | 15 a 19 | 0     |
| 4     | 10 a 14 | 0     |
| 0     | 5 a 9   | 0     |
| 0     | 0 a 4   | 0     |

## Economia
El 2007 la població en edat de treballar era de 84 persones, 61 eren actives i 23 eren inactives. De les 61 persones actives 55 estaven ocupades (36 homes i 19 dones) i 6 estaven aturades (3 homes i 3 dones). De les 23 persones inactives 12 estaven jubilades, 5 estaven estudiant i 6 estaven classificades com a «altres inactius».

### Ingressos
El 2009 a Canville-la-Rocque hi havia 61 unitats fiscals que integraven 130 persones, la mediana anual d'ingressos fiscals per persona era de 14.414 €.

### Activitats econòmiques
L'únic establiment que hi havia el 2007 era d'una empresa de fabricació d'altres productes industrials.
L'any 2000 a Canville-la-Rocque hi havia 11 explotacions agrícoles que ocupaven un total de 413 hectàrees.

## Poblacions properes
El següent diagrama mostra les poblacions més properes.